# Pakistan ai Giochi della XXVIII Olimpiade
Il Pakistan partecipò ai Giochi della XXVIII Olimpiade, svoltisi ad Atene, Grecia, dal 13 al 29 agosto 2004, con una delegazione di 26 atleti impegnati in cinque discipline.

## Delegazione
| Sport            | Uomini | Donne | Totale |
| ---------------- | ------ | ----- | ------ |
| Atletica leggera | 1      | 1     | 2      |
| Hockey su prato  | 16     | -     | 16     |
| Nuoto            | 1      | 1     | 2      |
| Pugilato         | 5      | -     | 5      |
| Tiro             | 1      | -     | 1      |
| Totale           | 24     | 2     | 26     |

## Risultati

### Atletica leggera
| Q | Qualificato al turno successivo per la Classifica in qualificazione                                                          |
| q | Qualificato per il turno successivo per ripescaggio o, negli eventi su campo, conquistando la misura minima per qualificarsi |

Maschile
Eventi su pista e strada
| Atleta               | Evento      | Batteria  | Batteria   | Semifinale      | Semifinale      | Finale          | Finale          |
| Atleta               | Evento      | Risultato | Classifica | Risultato       | Classifica      | Risultato       | Classifica      |
| -------------------- | ----------- | --------- | ---------- | --------------- | --------------- | --------------- | --------------- |
| Muhammad Sajid Ahmad | 400 m piani | 47"45     | 7º         | non qualificato | non qualificato | non qualificato | non qualificato |

Femminile
Eventi su pista e strada
| Atleta         | Evento       | Batteria  | Batteria   | Semifinale      | Semifinale      | Finale          | Finale          |
| Atleta         | Evento       | Risultato | Classifica | Risultato       | Classifica      | Risultato       | Classifica      |
| -------------- | ------------ | --------- | ---------- | --------------- | --------------- | --------------- | --------------- |
| Sumaira Zahoor | 1500 m piani | 4'49"33   | 15ª        | non qualificata | non qualificata | non qualificata | non qualificata |

### Hockey su prato
| Squadra            | Torneo   | Girone               | Girone               | Girone               | Girone               | Girone               | Girone | Semifinali 5º-8º posto | Finale 5º posto      | Pos. |
| Squadra            | Torneo   | Avversario Punteggio | Avversario Punteggio | Avversario Punteggio | Avversario Punteggio | Avversario Punteggio | Pos.   | Avversario Punteggio   | Avversario Punteggio | Pos. |
| ------------------ | -------- | -------------------- | -------------------- | -------------------- | -------------------- | -------------------- | ------ | ---------------------- | -------------------- | ---- |
| Nazionale maschile | Maschile | Germania P 2–1       | Egitto V 7–0         | Corea del Sud V 3–0  | Spagna P 0–4         | Gran Bretagna V 8-2  | 3ª     | India V 3–0            | Nuova Zelanda V 4–2  | 6ª   |

### Nuoto
Maschile
| Atleta       | Evento             | Batteria  | Batteria   | Semifinale      | Semifinale      | Finale          | Finale          |
| Atleta       | Evento             | Risultato | Classifica | Risultato       | Classifica      | Risultato       | Classifica      |
| ------------ | ------------------ | --------- | ---------- | --------------- | --------------- | --------------- | --------------- |
| Mumtaz Ahmed | 100 m stile libero | 59"19     | 68º        | non qualificato | non qualificato | non qualificato | non qualificato |

Femminile
| Atleta     | Evento               | Batteria  | Batteria   | Semifinale      | Semifinale      | Finale          | Finale          |
| Atleta     | Evento               | Risultato | Classifica | Risultato       | Classifica      | Risultato       | Classifica      |
| ---------- | -------------------- | --------- | ---------- | --------------- | --------------- | --------------- | --------------- |
| Rubab Raza | 50 m stile femminili | 30"10     | 59ª        | non qualificata | non qualificata | non qualificata | non qualificata |

### Pugilato
Maschile
| Atleta          | Evento              | 16-esimi                  | Ottavi                 | Quarti               | Semifinali           | Finale               | Pos.            |
| Atleta          | Evento              | Avversario Punteggio      | Avversario Punteggio   | Avversario Punteggio | Avversario Punteggio | Avversario Punteggio | Pos.            |
| --------------- | ------------------- | ------------------------- | ---------------------- | -------------------- | -------------------- | -------------------- | --------------- |
| Mehrullah Lassi | Pesi gallo          | Abdymomunov (KGZ) V 36–22 | Rigondeaux (CUB) P RSC | non qualificato      | non qualificato      | non qualificato      | non qualificato |
| Sohail Ahmed    | Pesi piuma          | Xidirov (UZB) P RSC       | non qualificato        | non qualificato      | non qualificato      | non qualificato      | non qualificato |
| Asghar Ali Shah | Pesi leggeri        | Kravec' (UKR) V 21–17     | Kindelán (CUB) P 9–24  | non qualificato      | non qualificato      | non qualificato      | non qualificato |
| Faisal Karim    | Pesi welter leggeri | Gheorghe (ROU) P 11–26    | non qualificato        | non qualificato      | non qualificato      | non qualificato      | non qualificato |
| Ahmed Ali Khan  | Pesi medi           | Bye                       | Golovkin (KAZ) P 10–31 | non qualificato      | non qualificato      | non qualificato      | non qualificato |

### Tiro a segno/volo
Maschile
| Atleta       | Evento | Qualificazioni | Qualificazioni | Finale          | Finale          |
| Atleta       | Evento | Punteggio      | Classifica     | Punteggio       | Classifica      |
| ------------ | ------ | -------------- | -------------- | --------------- | --------------- |
| Khurram Inam | Skeet  | 114            | =37º           | non qualificato | non qualificato |